# Мелешко, Олег Иванович
Олег Иванович Мелешко (1917—1989) — подполковник Советской Армии, участник Великой Отечественной войны, Герой Советского Союза (1946).

## Биография
Олег Мелешко родился 22 июня 1917 года в городе Никополь (ныне — Днепропетровская область Украины). После окончания семи классов школы и школы фабрично-заводского ученичества работал электросварщиком. В 1940 году Мелешко был призван на службу в Рабоче-крестьянскую Красную Армию. В 1941 году он окончил Качинскую военную авиационную школу пилотов. С мая 1942 года — на фронтах Великой Отечественной войны. В июне того же года был тяжело ранен в обе ноги, однако сумел приземлиться на своём аэродроме.
К концу войны гвардии капитан Олег Мелешко командовал звеном 20-го гвардейского бомбардировочного авиаполка 13-й гвардейской бомбардировочной авиадивизии 2-го гвардейского бомбардировочного авиакорпуса 18-й воздушной армии АДД СССР. К тому времени он совершил 224 боевых вылета на воздушную разведку и бомбардировку важных объектов военно-промышленного комплекса противника, а также скоплений его боевой техники и живой силы, нанеся ему большие потери.
Указом Президиума Верховного Совета СССР от 15 мая 1946 года за «образцовое выполнение заданий командования и проявленные при этом мужество и героизм» гвардии капитан Олег Мелешко был удостоен высокого звания Героя Советского Союза с вручением ордена Ленина и медали «Золотая Звезда» за номером 9032.
После окончания войны Мелешко продолжил службу в Советской Армии. Окончил Высшие лётно-тактические курсы. В 1963 году в звании подполковника Мелешко был уволен в запас. Проживал в Туле. Скончался 28 мая 1989 года, похоронен на Смоленском кладбище Тулы.
Был также награждён двумя орденами Красного Знамени, орденами Александра Невского и Отечественной войны 1-й степени, двумя орденами Красной Звезды, рядом медалей.